# Torre Porto Greco
La Torre Porto Greco (anticamente Torre dell'Aglio) venne costruita nel 1568 ed è la sesta torre costiera appartenente al territorio della Capitanata. Eccone la descrizione 26 anni dopo la sua costruzione, tratta dal manoscritto di Carlo Gambacorta "Visita delle Torri di Capitanata nel mese di dicembre 1594":

(Carlo Gambacorta)
Secondo alcuni autori del Settecento venne innalzata nel 1568 in sostituzione della precedente di epoca toledana. Nel 1685 la torre "ha bisogno di lamia di sopra, di due astrichi e cisterna."

Di dimensioni contenute e posta in altura a oltre cento metri sul livello del mare, non presentava caditoie. 

Attualmente in discreto stato di conservazione, appartiene al complesso turistico "Pugnochiuso", ed è possibile arrivarci solo percorrendo la strada privata del noto centro turistico, accessibile dalla SP 53.

## La Spiaggia di Porto Greco
La spiaggia, lunga 84 m, viene così chiamata proprio perché la torre segna l'accesso ad un vero e proprio porto naturale, chiuso da un braccio di roccia, che in passato offriva un riparo per le imbarcazioni dei marinai.
La Spiaggia di Porto Greco è situata non lontano da Vieste ed è raggiungibile seguendo la SS89 che collega Vieste a Mattinata per poi lasciare l'auto e proseguire a piedi lungo un percorso tortuoso di 400 m. 
È una spiaggia costituita da ghiaia chiara incontaminata, circondata da alte falesie calcaree a strapiombo sul mare e da una fitta vegetazione mediterranea. Il mare, di un azzurro brillante, ha fondali alti, adatti a nuotatori esperti.
La spiaggia e la zona circostante, completamente prive di servizi, rendono Porto Greco una località molto adatta al campeggio nautico organizzato e autosufficiente.
Via mare è possibile raggiungere anche il suggestivo Arco di Porto Greco, tipico architiello della costa garganica.